# Гаданов, Алим Шалауатович
Алим Шалауатович Гаданов (род. 20 октября 1983, Нальчик) — российский самбист и дзюдоист, призёр чемпионата России по самбо, чемпион России по дзюдо, чемпион и призёр чемпионатов Европы по дзюдо, мастер спорта России международного класса по дзюдо.

## Карьера
Родился и живёт в Нальчике. Член сборной команды страны в 2007—2017 годах. Участник летних Олимпийских игр 2008 года в Пекине. На Олимпийских играх в 1/4 финала проиграл будущему серебряному призёру французскому дзюдоисту Бенжамену Дарбеле. В схватке за бронзу проиграл кубинскому спортсмену Йорданису Аренсибиа. 17 декабря 2017 года объявил об окончании спортивной карьеры.

## Спортивные результаты
- Чемпионат России по самбо 2004 года — ;
- Чемпионат России по дзюдо 2006 года — ;